# 예슬로우
예슬로우(YeSLow)는 대한민국의 힙합 뮤지션이다. 인스턴트 로맨틱 플로어의 멤버이기도 하며 본명은 이용희이다.

## 음악 활동
2003년 라이너스의 담요의 드러머로 데뷔한 그는 팀 탈퇴 후 2005년 허밍 어반 스테레오의 Brown Bunny, 객원보컬 Sugar Flow와 함께 프로젝트 그룹 인스턴트 로맨틱 플로어로 활동한다. 그 후 2008년 첫 솔로 EP 앨범 'Nice Dream'을 발매한다. 2010년에는 디지털 싱글 '별'을 발매한다.

## 발매 앨범
- Nice Dream(EP 1집)
- 별(디지털 싱글)

## 참여 앨범
- 숨∞ (GREENPLUGGED Omnibus Album)